# Cooperación sino-alemana (1911-1941)
La cooperación sino-alemana de 1911 a 1941 fue el mutuo acercamiento en esas fechas entre la República de China, que sucedió a la dinastía Qing en 1912, y los sucesivos regímenes germánicos como el Imperio alemán, la República de Weimar y la Alemania nazi. Tras la expedición del Norte en 1928, China se unificó bajo el Kuomintang o Partido Nacionalista Chino, lo que disminuyó las tensiones entre algunas regiones. Pero el Imperio del Japón se perfilaba como una gran amenaza y ya se temía incluso una invasión. El plan lo ideó Sun Yat-sen, el primer presidente de China y líder del Kuomintang, que buscaba modernizar la industria y las fuerzas armadas del país. Ese objetivo y las necesidades alemanas de una fuente estable de materias primas acercaron a los dos países. Su lapso más intenso fue desde la toma de posesión de los nazi en Alemania en 1933 hasta el comienzo de la segunda guerra sino-japonesa en 1937. Los efectos en la reforma industrial solo se sintieron hacia 1936. Pero tuvo un efecto profundo en la modernización y la capacidad de China para resistir a los japoneses durante la guerra. A su vez, sembró las bases de su futuro crecimiento económico e industrial.

## Primeras relaciones sino-alemanas
Las primeras negociaciones entre China y Alemania habían ocurrido por tierra a través de Siberia. Pero se estaban limitadas a los impuestos de tránsito fijados por el gobierno ruso. Para evitarlos y hacer negocios más provechosos, Alemania buscó nuevas marinas. En los años de 1750, cuando los primeros buques mercantes alemanes llegaron a China, aún bajo la dinastía Qing, lo hicieron como parte de la Real Compañía Prusiana Asiática, de Emden.
En 1861, después de la derrota China en la segunda guerra del Opio, el Tratado de Tientsin fue firmado, el cual abrió relaciones comerciales formales entre los varios estados europeos, incluyendo a Prusia, con China.
A finales del siglo XIX, el comercio extranjero de China estaba dominado por el Imperio británico. Otto von Bismarck estaba impaciente por establecer relaciones con China para equilibrar la dominación británica. En 1885, Bismarck pasó al Reichstag una cuota al subsidio de los buques de vapor que ofreciesen servicios de transporte directo a China.
En el mismo año, envió un primer grupo de examinadores industriales y bancarios para evaluar las posibilidades de inversión, que llevaron al establecimiento del Deutsch-Asiatische Bank (Banco Asiático-Alemán) en 1890. Para finales de 1895, Alemania estaba en segundo lugar después de Gran Bretaña en relaciones comerciales y de intercambio con China.
Durante este periodo, Alemania no tuvo ambiciones imperialistas en China, comparada a Gran Bretaña y Francia, por lo que el gobierno chino consideró que sería un gran socio en la ayuda para su modernización. En 1880, el astillero alemán AG Vulcan Stettin construyó dos de los buques de guerra más modernos y poderosos de su época para la flota china de Beiyang, los acorazados Zhenyuan y Dingyuan. Esa flota vería considerable acción durante la primera guerra sino-japonesa.
Después de que los primeros esfuerzos de modernización de China fallaran al parecer seguida de su derrota en la Primera Guerra Sino-Japonesa, Yuan Shikai pidió ayuda alemana para crear un ejército de "Auto-Consolidación" (chino: 自強軍; pinyin: Zìqiáng Jūn) y una nueva armada (新建陸軍; Xīnjìan Lùjūn). La ayuda alemana no solo fue militar, sino que también estuvo enfocada en las materias industriales y técnicas. Por ejemplo, en los últimos años de la década de 1880, el gobierno chino contrató a la compañía alemana Krupp para construir una serie de fortificaciones alrededor del puerto Port Arthur.
La política relativamente benigna de Alemania con China, fue cambiada drásticamente bajo el reinado del siguiente káiser, Wilhelm II, quien asumió una actitud más imperialista. Por ejemplo, en la llamada Triple Intervención que siguió a la primera guerra sino-japonesa, Japón fue forzado a transferir sus concesiones en Hankow y Tientsin a Alemania. También, en 1897, Alemania obtuvo un arrendamiento por noventa y nueve años en la bahía de Kiaochow en Shandong, después de que un cuerpo militar alemán fuera enviado como respuesta a los ataques contra misionarios por parte de los habitantes chinos de la región.
Quizás el punto más bajo de relaciones sino-alemanas fue el levantamiento de los bóxers en 1900, durante el cual una gran cantidad de extranjeros fueron asesinados y se tomaron brutales represalias contra los militares alemanes (un hecho interesante fue que durante el conflicto, el káiser Guillermo alentaba a sus tropas a “luchar como hunos”, la etiqueta “hunos” se convertiría posteriormente en un término burlón aplicado a los soldados alemanes durante la Primera y Segunda Guerra Mundial).
Durante este periodo, Alemania también tuvo una importante influencia en el desarrollo de las leyes de China. En los años que precedieron a la caída de la dinastía Qing, los reformadores chinos comenzaron a elaborar un código civil basado en gran parte en el código alemán (que por cierto había sido adoptado ya en Japón). Aunque este proyecto de código no fue promulgado antes del derrumbamiento de la dinastía Qing, este fue la base para el código civil de la República de China que se introdujo en 1930, que es el derecho civil actual en Taiwán y ha influenciado la ley actual en China continental. Los principios generales del derecho civil de la República Popular de China, elaborado en 1985, por ejemplo, se modelaron después del código civil alemán.
Pero en la Primera Guerra Mundial las relaciones sino-alemanas llegaron a ser menos intensas. Una razón fue que Alemania estuvo aislada políticamente, como era evidente por la alianza Anglo-Japonesa en 1902 y la Triple Entente de 1907. Debido a esto, Alemania propuso una entente Alemana-Chino-Americana en 1907, pero la oferta nunca vio frutos.
En 1912, Alemania ofreció seis millones de Goldmarks alemanes como préstamo al nuevo gobierno republicano chino y devolvió los derechos ferroviarios del edificio de Shandong. Cuando explotó la Primera Guerra Mundial, Alemania ofreció devolver la bahía de Kiaochow a China, en un intento por evitar que la concesión cayera en manos japonesas.
Pero Japón entró a la guerra del lado de los aliados y atacó las concesiones alemanas en China, y se tomó la bahías de Tsingtao y de Kiaochow. Durante la guerra, Alemania no tenía ningún papel o iniciativa activa en conducir acciones significativas en el Extremo Oriente mientras que ocupó todos sus esfuerzos en la guerra en Europa.
El 14 de agosto de 1917, China declaró la guerra a Alemania y recuperó las concesiones alemanas en Hankow y Tientsin y fue prometida la vuelta de otros ámbitos de influencia alemanes que siguieron a la derrota de Alemania. Pero en vez de China, Japón adquirió estas concesiones en el tratado de Versalles.
La sensación de traición por las potencias aliadas encendió el movimiento nacionalista chino del cuatro de mayo, que rechazaba las pretensiones del tratado que favorecían ampliamente a Japón sobre territorio chino e imponía condiciones que se consideraban humillantes para el país (consecuentemente, este sentimiento compartido de rechazo al tratado y a los aliados "vencedores" contribuiría a acercar a ambos países en años posteriores). Pero la Primera Guerra Mundial ya había dado un golpe a las relaciones, particularmente en el comercio. Por ejemplo, de las casi 300 firmas alemanas en China en 1913, solamente dos permanecían en 1919.

## Años 1920
El Tratado de Versalles limitó seriamente el desarrollo industrial de Alemania. Su ejército se limitó a 100.000 hombres y su producción militar fue cesada casi por completo. Pero el tratado no disminuyó el lugar de Alemania como líder en innovación militar y muchas firmas industriales que conservaron la maquinaria y la tecnología para producir proyectos militares (evadiendo las restricciones del tratado) formaron pactos secretos con naciones extranjeras, tales como la Unión Soviética y la República de Argentina, para producir ahí legalmente las armas y posteriormente exportarlas.
Después de la muerte de Yuan Shikai en 1916, el gobierno central de Pekín se derrumbó y el país cayó en una guerra civil con todos los varios jefes militares compitiendo por la supremacía. Por lo que muchos productores de armamento alemanes comenzaron a buscar la manera de restablecer acoplamientos comerciales con China para brindarles armas y apoyo militar.
El gobierno del Kuomintang en Cantón también buscó ayuda alemana y el educado en Alemania, Chu Chia-hua (朱家驊; Zhū Jiāhuá) emergió como el candidato más prominente (en sus manos estuvo casi todo el contacto y arreglos con Alemania realizados durante los años de 1926 a 1944). Había varias razones que hicieron de Alemania el mejor candidato para controlar las relaciones extranjeras de China. Primero, estaba una Alemania perdiendo todos sus ámbitos de influencia después de la Primera Guerra Mundial, la cual no tenía ningún aparente interés imperialista en China y por otro lado una China que se había cansado de la dominación de los Británicos.
Además, semejante a la Unión Soviética, que ayudó con la reorganización del Kuomintang e impulsó la afiliación al partido comunista, Alemania no tenía ningún interés político en China que hubiera podido llevar a confrontaciones con el gobierno central. Además, Chiang Kai-shek —quien para 1925 había tomado el poder en el Kuomintang tras la muerte de Sun Yat-sen— vio la historia alemana como algo que China debía emular, pues la unificación alemana era algo que en el pensamiento de Chiang proporcionaría lecciones valiosas a su propia unificación de China, por lo consideró a Alemania su modelo primordial en el “desarrollo internacional” de China.
En 1926, Chu Chia-hua invitó a Max Bauer (militar alemán experto en artillería que había combatido en la Primera Guerra Mundial) para que examinara las posibilidades de la inversión en China. El año siguiente Bauer llegó en Cantón, donde le fue ofrecido un puesto como consejero de Chiang Kai-shek. En 1928, Bauer volvió a Alemania para hacer los contactos industriales apropiados para apoyar los esfuerzos de la “reconstrucción” de China y comenzó el reclutamiento para una misión consultiva permanente de Chiang Kai-shek en Nankín.
Sin embargo, Bauer no fue enteramente acertado con todas las firmas industriales, las cuales vacilaron debido a la inestable situación política de China —además de ser visto como una persona non grata dada de su participación en el fallido intento de golpe de Estado de Wolfgang Kapp de 1920 y de que el Tratado de Versalles limitaba la infraestructura militar de Alemania—. Max Bauer contrajo viruela y murió siete meses después de volver a China, donde fue enterrado en Shanghái.
El breve aunque provechoso periodo que Bauer paso en China proporcionó las bases para la cooperación sino-alemana posterior, pues fue él quien aconsejó sobre la necesidad de modernización de la industria china y del ejército del Kuomintang; estuvo a favor de la reducción del ejército chino para producir una fuerza pequeña selecta y apoyó la apertura del mercado chino para estimular la producción y exportaciones alemanas.

## Años 1930
El comercio entre China y Alemania bajo su ritmo entre 1930 y 1932 debido a la Gran Depresión. Además, la industrialización china no pudo progresar tan rápidamente como podría debido a los diversos intereses en conflicto entre las varias agencias chinas a cargo de la reconstrucción, las industrias alemanas, las casas de importación y exportación alemanas y el ejército alemán (Reichswehr) de la República de Weimar, que buscaron beneficiarse del incipiente desarrollo. Las cosas no cogieron velocidad hasta el incidente de Mukden en 1931, en el cual fuera creado el estado libre de Manchukuo.
Este incidente creó la necesidad de una política industrial concreta que apuntara a crear una industria y capacidad militar para resistir un posible conflicto con Japón -Esencialmente, estimuló la creación de una economía centrada en la defensa nacional- Estos dos consolidaron la regla de Chiang sobre la China nominal unificada y aceleraron los esfuerzos para la industrialización.
El rápido crecimiento económico en Alemania que siguió de la toma de posesión del Partido Nazi en 1933, aceleró la formación de una política de relaciones concreta. Antes del ascenso nazi al poder, la política alemana en China era contradictoria, pues el ministerio del extranjero bajo el gobierno de la República de Weimar impulsaba una política de neutralidad en Asia y desalentaba la participación directa con el gobierno chino. La misma sensación fue compartida por las casas alemanas de importaciones y exportaciones, pues creían que el gobierno las excluirían del beneficio como intermediarios.
Por otra parte, la política del nuevo gobierno Nacional Socialista Alemán llamada Wehrwirtschaft (economía de la guerra) pidió la movilización completa de la sociedad y almacenar de las materias primas, particularmente de los materiales militarmente importantes tales como el Tungsteno y el Antimonio, los cuales China podría suministrar en una gran cantidad. Así, a partir de este periodo, la fuerza impulsora principal detrás de la política de China con Alemania se convirtió en la de las materias primas.
En mayo de 1933, Hans von Seeckt (considerado el "padre" del ejército alemán Reichswehr) llegó a Shanghái y le fue ofrecido el puesto de consejero mayor para supervisar el desarrollo económico y militar que sustentaba Alemania en China. En junio de ese año, creó el memorándum para Chiang Kai-shek (Denkschrift für Marschall Chiang Kai-shek), que inició un programa para industrializar y militarizar China.
Propuso crear una fuerza pequeña, móvil y bien equipada en comparación con un ejército masivo, pero que sería de élite. Además, proporcionó un marco en el que el ejército se fundamentaría en un “principio de poder dominante” en el que la potencia militar se sustentara directamente en una superioridad cualitativa y derivara directamente de la calidad de su cuerpo de oficiales.
Von Seeckt sugirió que los primeros pasos hacia la realización de este marco sería que los militares chinos necesarios pudieran ser entrenados y consolidados uniformemente bajo el comando de Chiang, y que el sistema militar entero se debía subordinar en una red centralizada como una pirámide. Con esta meta, Von Seeckt propuso la formación de una “brigada de entrenamiento” como el eliteheer alemán que propagaba el entrenamiento a otras unidades para crear un ejército profesional, competente y con su cuerpo de oficiales seleccionado de las colocaciones militares terminantes, dirigidas por una oficina de personal centralizada.
Junto con la ayuda recibida de los alemanes, China tuvo que comenzar a construir una industria para la defensa pues no podría confiar en mantenerse de ellos para siempre, por lo que para 1934 dio el primer paso adelante en su incipiente industrialización, centralizando no solo las agencias chinas sino también las alemanas. Igualmente durante junio del mismo año la Handelsgesellschaft für industrielle Produkte o "HAPRO", fue creada para unificar todos aquellos intereses que tuvieran los alemanes con china.
En agosto de 1934, el Tratado para el Intercambio de Materias Primas y Productos Agrícolas Chinos de Industrial Alemán y Otros fue firmado; en este, el gobierno chino se comprometía a importar materias primas estratégicas a cambio de productos y tecnología alemana para su desarrollo. Este acuerdo comercial de trueque fue benéfico para la cooperación entre ambos países pues para entonces China se encontraba con un elevado déficit económico debido a los altos costes de los años de guerra civil, y a que no podía asegurar préstamos monetarios con la comunidad internacional.
El acuerdo ciertamente condujo a una exportación masiva de materias primas chinas, que por su parte llevó a Alemania a independizarse de los mercados internacionales. El acuerdo también especificaba que China y Alemania eran socios iguales y que tenían por tanto la misma importancia para el intercambio económico. Habiendo cumplido semejante labor en cuanto a las relaciones con china se referían, von Seeckt se retiró y transfirió su puesto al General Alexander von Falkenhausen para regresar a Alemania en 1935, donde moriría un año después.
El ministro de finanzas, H.H. Kung y otros funcionarios del Kuomintang visitaron Alemania en 1937, donde fueron recibidos personalmente por el Canciller y Presidente de Alemania Adolfo Hitler. El embajador chino en Berlín y toda la delegación china tomo parte en la coronación del Rey Jorge VI en 1937 (en aquel entonces Kung era vice primer ministro, secretario de la reserva y presidente del banco central de China)
La delegación china arribo a Berlín el 9 de junio de 1937. Kung se entrevistó con August von Mackensen el 10 de junio (Konstantin von Neurath ministro titular de relaciones exteriores se encontraba visitando el este de Europa), durante el encuentro, Kung insistió en que China era el verdadero estado anticomunista y que Japón solo presumía y que este no era un aliado confiable para Alemania (creyendo que los alemanes no habían olvidado la invasión japonesa de las concesiones alemanas de Tsingtao y las islas del Pacífico durante la Primera Guerra Mundial).
Von mackensen prometió que no habría problema en el desarrollo de las relaciones sino alemanas siempre que Von Neurath estuviera a cargo del ministerio del exterior. Kun también se encontró con Schacht el mismo día. Schacht le explicó que el pacto anti-comitern no era una alianza con Japón en contra de China y que Alemania estaría además encantada de prestar 100 millones de reichsmarks, cosa que no harían con los japoneses, dejando claro que el pacto con los japoneses no era más que ideológico.
Kung visitó a Hermann Göring el 11 de junio, Göring le dijo que Japón era la Italia del lejano oriente (en referencia a la ruptura de la alianza y declaración de guerra contra Alemania de Italia durante la Primera Guerra Mundial), y que Alemania nunca confiaría realmente en Japón. Cuando Kung pregunto a Göring que país escogería como aliado Alemania, este firmemente respondió que China sería una temible super potencia que Alemania no dudaría en tener como amiga.
Kung se entrevistó con Hitler el 13 de junio. Hitler dejó claro a Kung que Alemania no buscaba ninguna demanda territorial o política en el lejano oriente, que Alemania era una potencia industrial y China una potencia agraria por lo que los intereses eran meramente comerciales. Hitler también expuso sus deseos de que Japón y China arreglaran sus diferencias y pudieran cooperar juntos y se ofreció como mediador entre las disputas de ambos, como también trataba de mediar con las disputas entre Italia y Yugoslavia.
Hitler también mencionó que no invadiría naciones extranjeras al mismo tiempo de que no temía de que otras naciones invadieran Alemania. Así dejó claro que la única preocupación que tenía (Hitler) era que el bolchevismo amenazara los intereses y soberanía de la nación alemana. Hitler también dijo admirar a Chiang por haber construido una gran nación con un sólido gobierno centralizado.
Kung se entrevistó con Blomberg en la tarde del 13 de junio, donde se discutió la ejecución del acuerdo del HAPRO de 1936 (Un préstamo de 100 millones de marcos para la compra de armas y equipamiento, mismo que china pagaría con Tungsteno y Antimonio)
Kung dejó Berlín el 14 de junio para visitar Estados Unidos, país donde para entonces se apoyaba directamente a Japón a favor de la guerra contra China, y donde además los tratados de trueque equitativo como el barter alemán (fuera de los mercados cambiarios y de las regulaciones arancelarias tradicionales) en el que se basaban las relaciones entre ambos países, no eran muy bien vistos por los industriales y banqueros norteamericanos.
Durante su estadía quedó claro para Kung que no habría posibilidades reales de negociación con EU, pues desde la perspectiva económica tradicional norteamericana, China estaba en quiebra y fuera de un comercio de trueque como el que tenían con Alemania, los chinos no estaba en condiciones de negociar con EU. Kung regresaría a Berlín el 10 de agosto, un mes antes de que se produjera el incidente del puente de Marco Polo que desatara plenamente la segunda guerra sino-japonesa.

## De 1934 a 1936
Hasta 1936 en China solo había 16 000 km de ferrocarriles, muy por debajo de lo que Sun Yat-sen había concebido en su visión para modernizar china. Además, casi la mitad de estas líneas se encontraban en Manchuria, que para entonces ya había quedado fuera del control del gobierno del Kuomintang.
El lento proceso que involucró la modernización de las vías de transporte en China se había debido principalmente a los conflictos de intereses extranjeros en épocas anteriores, en que consorcios bancarios como el de los 4-nuevos poderes de 1920, formado por ingleses, americanos, franceses y japoneses, que regulaba la inversión extranjera en China y donde solo bajo aprobación unánime de los cuatro se autorizaba cualquier tipo de crédito al gobierno chino para construir vías férreas. Juntado a esto, la mayoría de otros países extranjeros dudaban en invertir capital fuera debido a la depresión económica de aquellos años.
De cualquier forma una serie de arreglos comerciales que tuvieran lugar entre China y Alemania durante los años de 1934 a 1936 pusieron en marcha un gigantesco plan para la construcción de ferrocarriles en todo el territorio chino. Largas rutas fueron construidas entre Nanchang, Zhejiang y Guizhou. El acelerado desarrollo fue posible debido a la apremiante necesidad de medios de transporte eficientes para la exportación de materias primas, la construcción de centros industriales en las provincias del centro sur del río Yangtze y el transporte de equipos militares.
Algunos ejemplos notables fueron la vía Hangzhou-Guiyang y la red Cantón-Hankou que conectaba la costa este con la zona de Wuhan (ambas demostrarían su alto valor para el transporte de tropas y suministros durante las primeras etapas de la guerra con Japón)

### El Plan Trienal
El pináculo de las relaciones entre ambos países sería un enorme proyecto de industrialización en China conocido como el Plan trienal de 1936, que estaría bajo la administración de la comisión de recursos naturales del gobierno chino y la corporación HAPRO. El plan estipulaba la creación de una poderosa fuerza industrial china capaz de resistir a los japoneses a corto plazo y de cimentar las bases de un sólido desarrollo industrial independiente a largo plazo. La composición básica del plan se basaba en otros planes ya implementados en la reconstrucción de Alemania como la monopolización del Tungsteno y el Antimonio, la construcción de plantas acereras, eléctricas, fábricas de construcción de maquinaria y de producción de químicos.
Como había quedado establecido en el acuerdo de intercambio (Barter) de 1934, China proveería materias primas a Alemania a cambio de los expertos, capital invertido y maquinaria. Los enormes costes para la realización de estos proyectos fue parcialmente compensado por el alza de precios del Tungsteno que se habían casi duplicado entre 1932 y 1936. El gobierno de Alemania también extendió en 100 millones de reichsmarcks la línea de crédito al gobierno de China.
El plan trienal también introdujo a una serie de altamente capacitados técnicos e ingenieros especialistas chinos educados en Alemania para la conducción de estos proyectos propiedad del gobierno. Para entonces el intercambio sino-alemán sumaba un total del 17 % del total del comercio exterior en China y estos se habían convertido en el tercer socio comercial más importante de Alemania.
El Plan trienal de 1936 traería muchas promesas a la pujante reconstrucción económica de China. Sin embargo, muchos de los beneficios esperados se verían truncados por el desencadenamiento de la guerra a gran escala con Japón que tendría lugar en los meses siguientes y por los consecuentes sucesos que esta traería.

## Cooperación sino-alemana hasta 1941
Con el comienzo de un enfrentamiento a gran escala con Japón, el gobierno central del Kuomintang rápidamente descuidó las relaciones comerciales que se llevaban a cabo con Alemania, pues a pesar de que tras la ocupación de parte del norte de China junto con la influencia en el estado libre de Manchukuo, los japoneses habían quedado aparentemente satisfechos, Chiang decidió contraatacar, a pesar de estar en severa desventaja y así seguir la guerra hasta sus últimas consecuencias. Tras la cruenta Batalla de Shanghái en la que hubo miles de bajas hasta entonces imprevistas para los japoneses, estos decidieron tomar el control del gobierno Chino. A finales de 1937 el Ejército Imperial Japonés tomó la capital china de Nankín, asesinando y torturando a millares de chinos entre militares, funcionarios del gobierno y civiles, en lo que se conoce como la masacre de Nankín.
Tras la toma de la capital se estableció el Gobierno nacionalista de Nankín bajo la total influencia de Japón y el mandato de Wang Jingwei (antiguo líder del Kuomintang), como el gobierno legitimo de China. Una vez más el mando Imperial en Tokio decidió que los territorios ocupados hasta entonces serían suficientes, pues no querían desconcentrarse del objetivo principal (un posible ataque a la URSS para hacerse de sus fuentes de petróleo en Siberia).
Sin embargo para entonces la comunicación del mando en Tokio se había roto con muchos de sus generales en China, quienes siguieron una guerra fuera del mando central contra el gobierno cada vez más débil y disperso de Chiang quien a la vez también reñía contra el Ejército rojo chino apoyado por la URSS. El incesante número de derrotas y el cada vez creciente número de bajas y pérdidas territoriales, llevó a un frenesí del gobierno que eventualmente repercutiría en las negociaciones con Alemania.
Kung se entrevistaría con Blomberg, Schacht, von Mackensen y Ernst von Weizsäcker tratando de que mediaran en la situación pero tras la caída de Nankín, Chiang (quien había trasladado su gobierno a Chungking) dejó fuera cualquier posibilidad de negociación con los japoneses y se embarcó en una guerra total contra estos. Además en Alemania la atención se concentraba cada vez más en las crecientes presiones y continuos roces con las potencias aliadas y su política respecto al gobierno del Tercer Reich y la creciente crisis de los Sudetes, que mantenían un ambiente de tensión general en el gobierno.

## Fin de las relaciones sino-alemanas
El declive más severo en las relaciones con Alemania tuvo lugar tras el llamado Incidente de Xi'an en el que Chiang al ser secuestrado fue obligado a pactar con los chinos comunistas, y con la firma del Pacto de no agresión sino-soviético, que incluso traería el apoyo militar de la URSS a China en 1937.
En 1938 los medios de comunicación en EU comenzaron a hacer llegar las noticias de las atrocidades cometidas en China por los japoneses, lo que comenzó a inquietar al público norteamericano, el cual cada vez veía peor la política favorable de su gobierno a estos. Roosevelt, quien hasta ahora no había logrado involucrar directamente a los EU en la creciente crisis Europea y deseoso de evitar un posible ataque a la URSS por 2 frentes, finalmente decidió hacer un cambio radical a su política exterior hasta entonces hostil al gobierno de Chiang, retirando todo el apoyo a los japoneses y en su lugar dándoselo a los chinos.
La decisión del cambio de trato a los japoneses por EU, eventualmente también involucraría a los demás países aliados como Inglaterra y Francia e incluso a los Países Bajos, quienes también tenían intereses en el Pacífico y en territorios bajo su influencia (los cuales corrían el riesgo inminente de ser vulnerados ante el imparable avance japonés). Su política, hasta entonces también favorable a Japón cambio, estableciendo bloqueos y retirando la importación de materias primas y combustibles esenciales para el esfuerzo de guerra japonés y en su lugar cambiando el apoyo a los chinos quienes ahora eran las víctimas que debían defender, enviando armamento y brigadas de voluntarios a combatir junto a la reciente coalición del Kuomintang con el Partido comunista chino.
A pesar de la oportunista entrada de los Estados Unidos y sus aliados junto a la Unión Soviética a favor del conflicto entre los chinos y Japón, los alemanes en China y Alemania se mostraban optimistas en mantener las relaciones entre ambos países y de que China y Japón llegaran a un acuerdo de conciliación. Pero el creciente número de civiles alemanes asesinados en Polonia y la subsecuente Crisis de Dánzig devolvió la atención a la apremiante situación en Europa, lo que frustró un nuevo acercamiento.
Con la irrehusable ayuda de los aliados ahora prestada a Chiang, este se vio obligado a prescindir del apoyo alemán a favor del de los aliados occidentales y de la URSS como una forma de evitar el colapso de su gobierno en China continental a favor del Partido comunista chino, que era apoyado por ambas potencias. También ya para entonces la situación en Europa del este hacia más que evidente el choque de Alemania con estos, por lo que Chiang decidió alejarse de las relaciones con el gobierno central de Alemania y enfocarse en el trato con los aliados, decisión que marcaría el futuro de las relaciones Sino-Alemanas.
Finalmente tras el total abandono de las relaciones con Alemania por parte del gobierno de Chiang y su nueva política de cooperación con la Unión Soviética, el gobierno del Tercer Reich cesó el intercambio con China y solo permitió que se completara cualquier envío, mas no se levantara ningún otro.
En 1938 Alemania reconoció el estado libre de Manchukuo y fijo sus intereses para obtener recursos en una inminente invasión a la URSS, lo que acabó con cualquier posibilidad de negociación futura con China. La política de Alemania en Asia se fijó entonces únicamente como de apoyo ideológico a cualquier nación anticomunista como Japón y Manchukuo, firmantes del Pacto Antikomintern, aunque esto no representara necesariamente apoyo militar o económico mutuo.
Hasta 1941 hubo algunos intentos alemanes de acercamiento con China, pero en julio del mismo año Hitler reconoció el Gobierno Nacionalista de Nankín, alejando por completo las posibilidades de negociación con el gobierno de Chiang que se había establecido en Chungking.
Pronto fue evidente para muchos de los inversionistas alemanes, que las relaciones económicas en el lejano oriente ya no eran para nada gratificantes, pues el gobierno de Japón estaba muy lejos de querer tratar con Alemania en vez de con los aliados (En 1939 había tratado de negociar una tregua con los norteamericanos para que cesaran el embargo de petróleo, ofreciendo a cambio entre otras cosas, romper cualquier tipo de relación con Alemania e Italia, lo que dejó en claro la posición de los japoneses con respecto a Alemania).
Por otro lado Manchukuo era en esencia un estado controlado por Japón y aunque tras el Pacto Molotov-Ribbentrop tuvo lugar un efímero intercambio comercial a través del ferrocarril Transiberiano, las cantidades fueron muy bajas y un pacto comercial serio nunca tuvo lugar. El Gobierno de Nankín era a su vez también controlado por los japoneses, el cual además de no poseer una economía formal, carecía de importancia fuera del conflicto sino-japonés.
Para 1941 el Ejército Imperial de Japón había sufrido ya algunos reveses contra el ejército chino (quienes ahora contaban con el apoyo de los Aliados) y en las negociaciones para recuperar el apoyo de los Aliados. El punto culminante fue el incidente de la nota de Hull que dio la posibilidad clave a Roosevelt de incluir a EE. UU. en el conflicto en Europa y terminó con las posibilidades de los japoneses de recuperar las relaciones con los estadounidenses.
Ante la inminente crisis finalmente el gobierno de Japón decidió recuperar las reservas de petróleo en el Pacífico por la fuerza. Pensando que tomaría por sorpresa a los EE. UU. (los únicos con una flota en el Pacífico) el mando imperial decidió atacar el 8 de diciembre el puerto norteamericano de Pearl Harbour en Hawái, donde se hallaba apostada una buena parte de los buques de guerra norteamericanos.
Tras el ataque, China le declaró formalmente la guerra a los países del eje, incluyendo Alemania, lo que oficialmente terminó las relaciones entre ambos países.